# Estação Rue des Boulets
Rue des Boulets é uma estação da linha 9 do Metrô de Paris, localizada no 11.º arrondissement de Paris.

## História

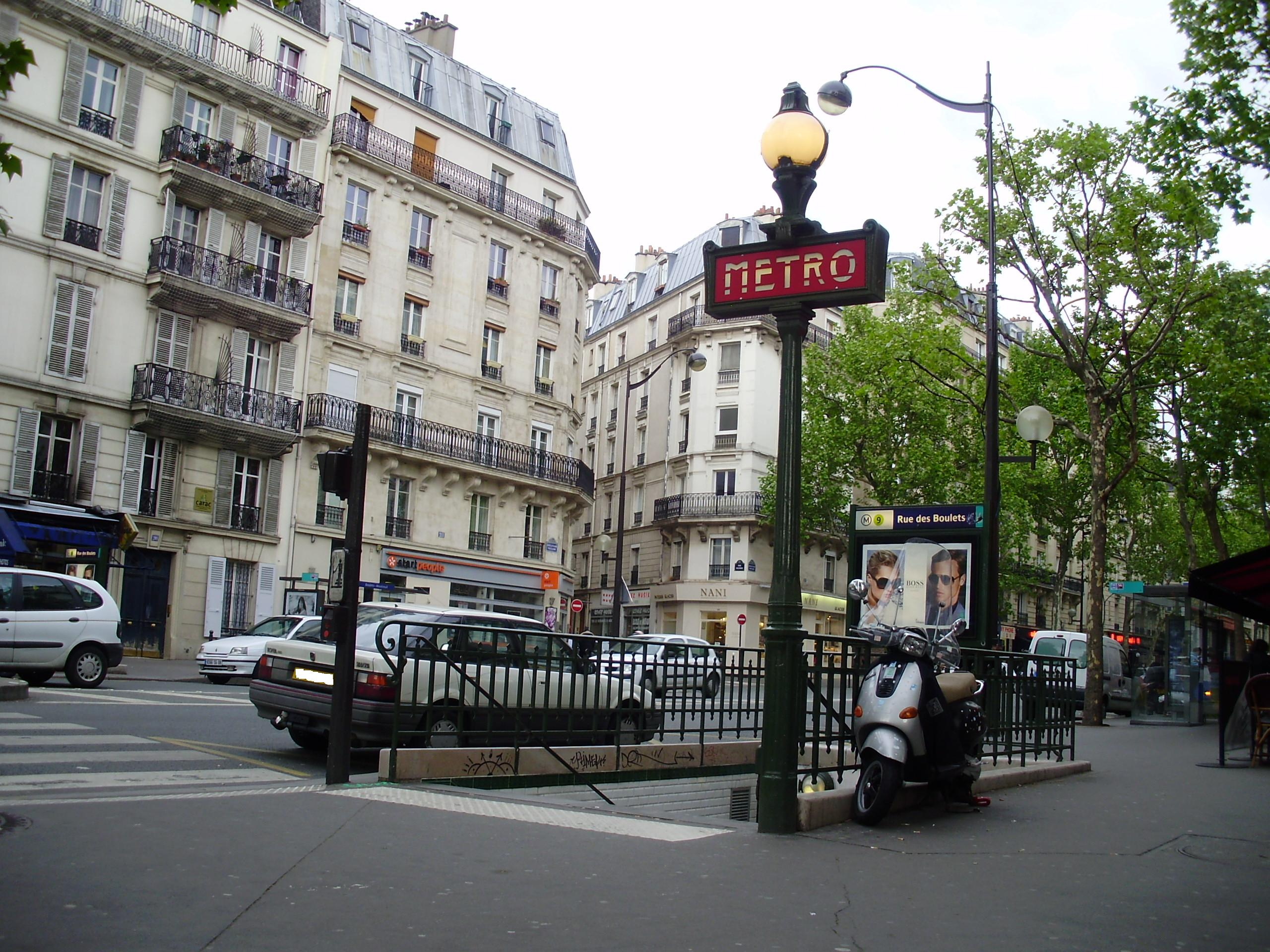
Entrada da estação na esquina rue des Boulets/boulevard Voltaire

A estação foi aberta em 10 de dezembro de 1933.

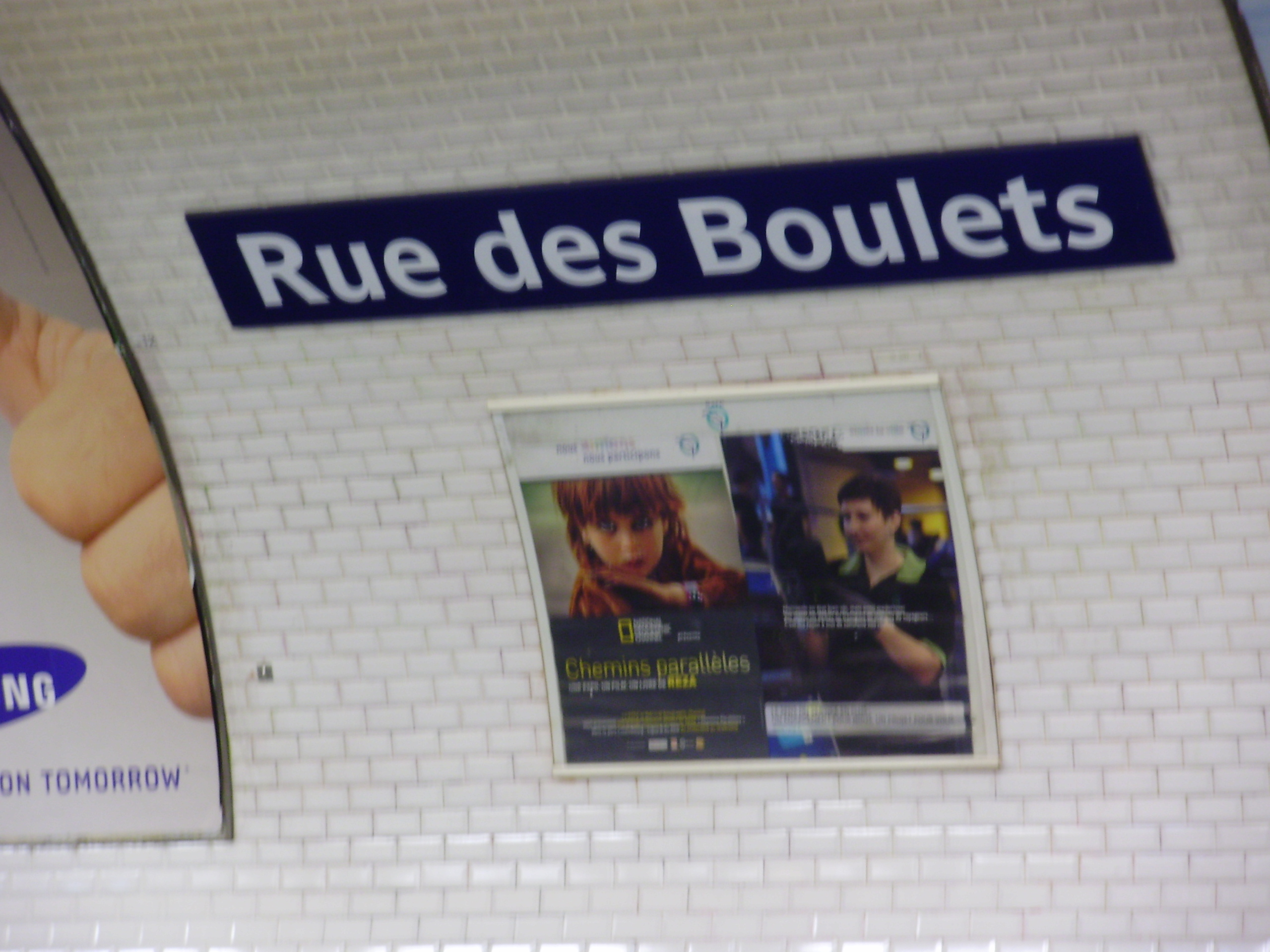
Placa da estação, em uma plataforma

Ela foi originalmente nomeada Rue des Boulets - Rue de Montreuil, depois Boulets - Montreuil, nome simplificado aparecendo nos planos antes de substituir completamente o primeiro. A estação só tomou seu nome atual em 1998, para evitar a confusão entre a rua de Montreuil (Paris) e a comuna de Montreuil (Seine-Saint-Denis) ambas servidas pela linha.
A rue des Boulets, já conhecida em 1672, é uma das seções da estrada de Saint-Denis a Saint-Maur.
Ela viu entrar 2 740 221 passageiros em 2013, o que a coloca na 197ª posição das estações de metrô por sua frequência em 302.

## Serviços aos passageiros

### Acessos
A estação possui três acessos distintos, situados no boulevard Voltaire, e respectivamente nomeados Cité Voltaire, no número 209; Rue des Boulets, no 230, fazendo esquina com o 42, rue des Boulets; e Boulevard Voltaire, no 232.

### Plataformas
Rue des Boulets é uma estação de configuração padrão: ela possui duas plataformas laterais separadas pelas vias do metrô e a abóbada é elíptica. A decoração é do estilo utilizado pela maioria das estações de metrô com telhas de cerâmica brancas biseladas recobrindo os pés-direitos, a abóbada, os tímpanos e as saídas dos corredores, enquanto que a iluminação é fornecida por uma faixa-tubo. Os quadros publicitários são metálicos e o nome da estação é inscrito na fonte Parisine em placas esmaltadas. Os assentos são do estilo "Motte" de cor verde-amarelada.

### Intermodalidade
A estação é servida pela linha 56 da rede de ônibus RATP.